# Langbold
Langbold ist eine Ballsportart (Schlagballspiel) aus Dänemark, ähnlich dem deutschen Schlagball.
Langbold ist ein Schwesterspiel von Rundbold. Bold steht hier für Ball, die erste Namenshälfte für die zu laufende Strecke. Langbold hat zwei Mallinien (Schlag- und Laufmal), die in 60 Schritt Entfernung parallel verlaufen. Ihre Länge ist beliebig. Rundbold hat ein quadratisches Feld von 20 Metern Seitenlänge mit 4 Malen an den Ecken, die umrundet werden müssen. Für Rundbold liegt ein Regelwerk aus den 1940er Jahren vor, in dem in den Paragraphen 2 bis 7 (von insgesamt 9) auf die entsprechenden Regeln von Langbold verwiesen wird. Insofern sind die Regeln überwiegend gleich.
Langbold ist vor dem Ersten Weltkrieg von etlichen Sportvereinen noch neben Fußball und Handball betrieben und später durch diese verdrängt worden. Hinweise auf Meisterschaften und einen Dachverband finden sich nicht. Über die heutige Verbreitung des Spiels kann man nur mutmaßen. Immerhin bietet der Sportfachhandel im Internet zwei verschiedene Typen von Schlaghölzern an: ein keulenförmiges (wie beim Baseball oder Softball) und ein flaches (wie beim Cricket).
Außerhalb Dänemarks hat das Spiel Eingang in Länder gefunden, in denen bereits verwandte Spiele wie Softball oder Rounders verbreitet sind: USA (Staat New York) und Großbritannien (Schulen). 